# Melanchroia regnatrix
Melanchroia regnatrix là một loài bướm đêm trong họ Geometridae.